# 1905 aux États-Unis
Pour des articles plus généraux, voir Chronologie des États-Unis et 1905.
Chronologie des États-Unis
- 1901
- 1902
- 1903
- 1904
- 1905
- 1906
- 1907
- 1908
- 1909

Cette page concerne des événements d'actualité qui se sont produits durant l'année 1905 du calendrier grégorien aux États-Unis.

## Événements
- 21 janvier[1]: traité entre la République dominicaine et les États-Unis, qui prennent le contrôle des droits de douane du pays jusqu’en 1941.
- 23 février : à Chicago, Paul Harris crée le premier Rotary Club.
- 28 mars : fin de l'intervention américaine en République dominicaine qui devient un protectorat des États-Unis.
- 17 avril : par l'arrêt Lochner v. New York la Cour suprême déclare anti-constitutionnelle une législation de l'État de New York limitant les horaires hebdomadaires de travail. Début de l'Ère Lochner.
- 27 juin : fondation à Chicago de l’Industrial Workers of the World (IWW) par deux cents socialistes, anarchistes et syndicalistes radicaux (Eugene Debs, Bill Haywood, Mother Mary Jones…). Les Wobblies (membres de l’IWW) rejettent le corporatisme de l’AFL et souhaitent rassembler les travailleurs sans discrimination de sexe, de race ou de qualification. Ils prônent l’action directe et l’autodéfense en cas d’agression.
- 11 - 13 juillet : fondation du « Mouvement du Niagara ». W.E.B. Du Bois invite les leaders noirs à se réunir près des chutes du Niagara.
- Des familles noires s’installent à Harlem.